# چام‌لارجا (کوزان)
چام‌لارجا (به ترکی استانبولی: Çamlarca) یک منطقهٔ مسکونی در ترکیه است که در قوزان (ترکیه) واقع شده‌است.